# سلمى حداد
سلمى جميل حداد كاتبة وروائية وشاعرة سورية وأستاذة جامعية ولدت في دمشق، وحصلت على درجة الدكتوراه في الترجمة من جامعة هيريوت وات باسكتلندا.
كتبت سلمى حداد الشعر باللغة العربية والإنجليزية، وبغ رصيدها من الدواوين الشعرية أكثر من ثمانية دواوين، كما كتبت الرواية الطويلة، وقد فازت روايتها المعنونة باسم «سكينة ابنة الناطور» بالمركز الثاني بجائزة دمشق للرواية العربية عام 2017.

## كتاباتها ومؤلفاتها
ألّفت سلمى حداد العديد من المؤلفات التي تنوعت ما بين الرواية الطويلة، والدواوين الشعرية، ومنها:
- ظلال الماضي (شعر): صدر باللغة الإنجليزية عام 2002 عن دار الفكر للنشر والتوزيع بدمشق.
- البجعة البكماء (شعر): صدر باللغة الإنجليزية عام 2005 عن دار طلاس للنشر والتوزيع بدمشق.
- تسونامي وعروس البحر (شعر): صدر باللغة الإنجليزية عام 2006 عن دار طلاس للنشر والتوزيع بدمشق.
- جوف الليل (شعر): صدر عام 2010 عندار البشائر للنشر والتوزيع بدمشق.
- الرَّجُل ذلك المخلوق المُشفَّر (شعر): صدر عام 2010 عندار البشائر للنشر والتوزيع بدمشق.
- احبك ولكنني (شعر): صدر عن دار الفارابي للنشر والتوزيع ببيروت.[1]
- سكينة ابنة الناطور (رواية): صدرت عام 2014 عن دار الفارابي للنشر والتوزيع بيروت.[2][3][4]
- سأشرب قهوتي في البرازيل (رواية): صدرت عام 2015 عن دار الفارابي للنشر والتوزيع ببيروت.[5][6]
- أوشوش نفسي وأهرهر قلقي (شعر): صدر عام 2016 عن دار الفارابي للنشر والتوزيع ببيروت.[7]
- أكمليني يا نائلة (رواية): صدرت عام 2018 عن دار الفارابي للنشر والتوزيع ببيروت.[8]
- أتجاذب معك أطراف الحريق (شعر): صدر عام 2021 عن دار الفارابي للنشر والتوزيع ببيروت.

## التكريمات والجوائز
حظيت سلمى حداد بتكريم العديد من الجهات المحلية والعربية، وحصلت على عدة جوائز أدبية من أهمها:
- جائزة دمشق للرواية العربية للمركز الثاني عن روايتها «سكينة بنت الناطور» عام 2017.[9][10]